# Herrschaft Stargard

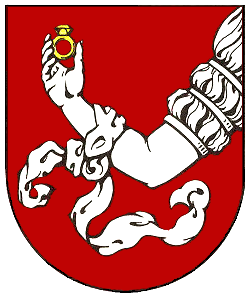
Wappen der Herrschaft Stargard, das auch in den Stadtwappen von Neustrelitz und Fürstenberg erscheint. Ring und Frauenarm versinnbildlichen den Übergang an Mecklenburg durch die Heirat der Markgrafentochter Beatrix.

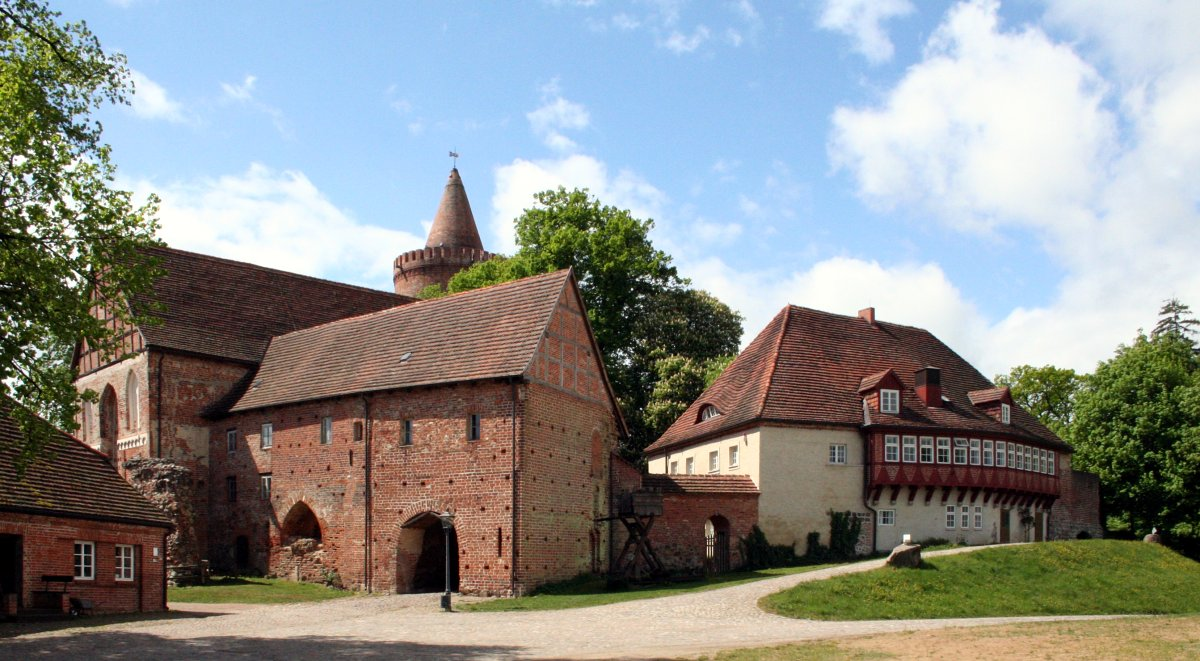
Die namengebende Burg Stargard, einstiger Verwaltungssitz.

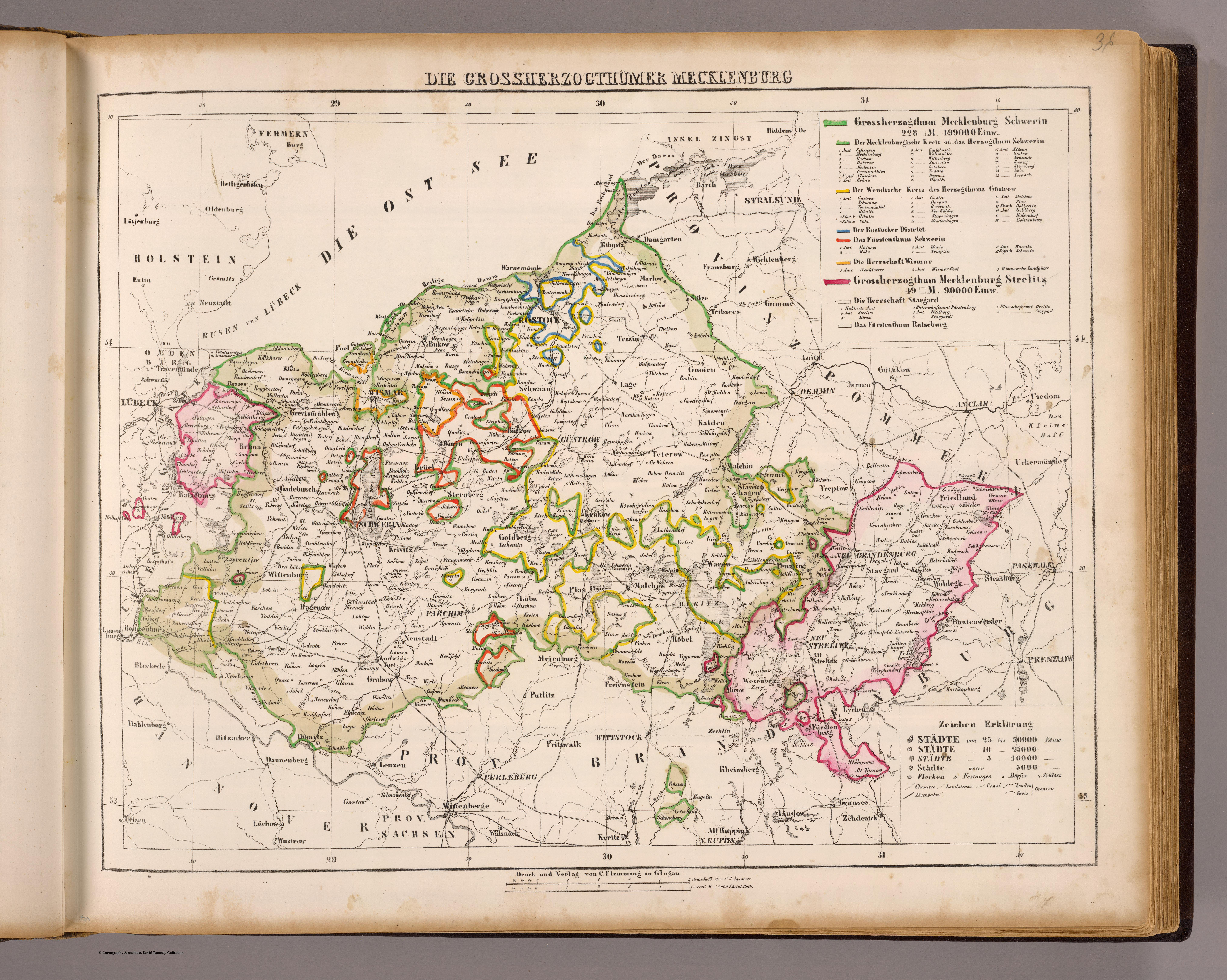
Die mecklenburgischen Großherzogtümer im Jahre 1855, die Herrschaft Stargard rechts unten als größere der beiden purpur-umrandeten Flächen, vgl. Kartenlegende.

Die Herrschaft Stargard, umgangssprachlich auch Stargarder Land bzw. Land Stargard, war eine im 13. Jahrhundert als terra Stargardiensis erstmals urkundlich belegte Herrschaft im Grenzbereich zwischen Brandenburg, Pommern und Mecklenburg. Als Landschaftsname hielt sich die Bezeichnung in der Verwaltung bis kurz nach Ende des Zweiten Weltkrieges.

## Geschichte
Die „Herrschaft Stargard“ tritt in die Überlieferung ein als vermutlich slawischer Burgbezirk (terra) um (Burg) Stargard. Wahrscheinlich seit der Eroberung um 1130 gehörte sie bis 1236 zum Herrschaftsbereich der Herzöge von Pommern. Im Vertrag von Kremmen vom 20. Juni 1236 musste der in Demmin residierende Herzog Wartislaw III. die Länder (terrae) Stargard, Beseritz und Wustrow an die gemeinsam regierenden brandenburgischen Markgrafen Johann I. und Otto III. aus dem Hause der Askanier abtreten. Schon bald wurde der Begriff „Herrschaft Stargard“ jedoch weiter gefasst und für das Territorium dieser drei erwähnten Länder gebraucht.
Von den Askaniern gelangte die Herrschaft Stargard am Ende des 13. Jahrhunderts in mecklenburgischen Besitz. Zeitpunkt, Umstände und Ablauf des Besitzwechsels sind aus Quellen mit letzter Sicherheit nicht zu ergründen. Den Auftakt des Besitzwechsels bildete am 12. August 1292 die Heirat von Beatrix, der Tochter des brandenburgischen Markgrafen Albrecht III., mit dem mecklenburgischen Fürsten Heinrich II. (der Löwe).
Für das Szenario finden sich in der Literatur zahlreiche Erklärungsversuche. Das Land Stargard gelangte in die Hand der Mecklenburger...
- 1292 (bei der Fürstenhochzeit) oder später als Mitgift der Markgrafentochter, oder
- 1292 oder später als vom Brautvater dotiertes Wittum zugunsten seiner Tochter für den Todesfall, oder
- zwischen 1292 und 1300 durch Kaufvertrag (oder Scheinkauf) zwischen Heinrich II. und seinem Schwiegervater, wobei die Mitgift von Beatrix auf die Kaufsumme angerechnet wurde, oder
- 1292 oder später als Pfandbesitz, oder
- 1304 als Lehen des Markgrafen Hermann von Brandenburg.

Unstrittig und belegbar ist dabei nur, dass der Besitzwechsel eine Folge der Fürstenhochzeit von 1292 war, der Mecklenburger durch seinen Schwiegervater erst nach dem Tod von dessen Söhnen (um 1298/1299) mit dem Land Stargard belehnt wurde und dieses Lehen erst nach dem Tod von Albrecht III. (1300) mit dem Wittmannsdorfer Vertrag vom 15. Januar 1304 Rechtsverbindlichkeit erlangte.
Trotzdem blieb der Besitz der Herrschaft Stargard für die Mecklenburger zunächst unsicher und eng mit der Person der Markgrafentochter verknüpft. Das zeigte sich 1314, als Beatrix ohne männliche Nachkommen starb und die Brandenburger daraufhin die Rückgabe der Herrschaft verlangten und durchzusetzen versuchten. Dieser Konflikt weitete sich mit dem Norddeutschen Markgrafenkrieg zu einer der größten Fehden aus, die Norddeutschland bis dahin gesehen hatte. Als die Mecklenburger 1316 in der Schlacht bei Gransee den Sieg errangen, mussten die Brandenburger sich endgültig geschlagen geben. Als Folge zählte die Herrschaft Stargard  nach dem Frieden von Templin im Jahr 1317 endgültig und dauerhaft zum Gesamtbesitz der mecklenburgischen Dynastie. Im Zentrum des Herrschaft wurde Cölpin als Landtags-, Huldigungs- und Musterstelle gewählt.
Nach sächsischer Lehnsabhängigkeit wurde die Herrschaft durch den römisch-deutschen König und späteren Kaiser Karl IV. am 16. Oktober 1347 zum reichsunmittelbaren Territorium erhoben und den mecklenburgischen Fürsten als Reichslehen übergeben. Von 1352 bis 1471 formierte sich in der Dynastie der Herren zu Mecklenburg, später Herzöge zu Mecklenburg, die Nebenlinie Mecklenburg-Stargard.
1701 war sie im Hamburger Vergleich Gründungsbestandteil und größter Gebietsanteil des (Teil-)Herzogtums Mecklenburg-Strelitz, zugleich bis 1918 einer von drei ritterschaftlichen Kreisen des mecklenburgischen Gesamtstaates.
Die Herrschaft Stargard belegt im mecklenburgischen Wappen (heraldisch) rechts unten ein eigenes Wappenfeld: ein silberner, weiblicher Arm mit Ring auf rotem Grund.

## Von der Herrschaft zum Kreis Stargard
1920 führte eine Amtsordnung auch für die alte Herrschaft Stargard neue politische Strukturen ein. Im Norden blieb das Amt Stargard mit Sitz in Neubrandenburg bestehen, im Süden entstand durch Zusammenlegung mehrerer Ämter ein neues Amt Strelitz mit Sitz in Neustrelitz. Beide Ämter, später fälschlich als Kreise bezeichnet, bestanden bis 1934.
Am 10. Januar 1934 wurden diese Ämter Stargard und Strelitz zu einem Kreis Strelitz mit Sitz in Neustrelitz zusammengelegt, der wenig später in Kreis Stargard umbenannt wurde. Entsprechend der Deutschen Gemeindeordnung von 1935 wurden die Städte Neustrelitz und Neubrandenburg ausgekreist. Neustrelitz bildete fortan einen Stadtkreis, Neubrandenburg erhielt einen Sonderstatus als kreisfreie Stadt.
Der Kreis Stargard wurde 1946 auf die neugebildeten Kreise Neustrelitz und Neubrandenburg im 1952 nach Auflösung des Landes Mecklenburg entstandenen Bezirk Neubrandenburg aufgeteilt, wobei die Städte Neustrelitz und Neubrandenburg wieder kreisangehörig wurden.

## Nachleben
Diese Gebietsstruktur von 1946 mit geringfügigen Bereinigungen 1950 hatte bis zur Verwaltungsreform 1952 Bestand, bei der das Territorium auf die neu gebildeten Kreise Neubrandenburg, Neustrelitz und Strasburg aufgeteilt wurde.
1994 wurde der Landkreis Mecklenburg-Strelitz neugebildet, der das Gebiet des ehemaligen Kreises Stargard in den Grenzen von 1946 mit Ausnahme der inzwischen kreisfreien Stadt Neubrandenburg und des nunmehr brandenburgischen Fürstenberger Werders umfasst. Mit der Kreisgebietsreform Mecklenburg-Vorpommern 2011 ging dieser Kreis in dem neuen Landkreis Mecklenburgische Seenplatte auf.